# Eleanor (prénom)
Pour les articles homonymes, voir Eleanor.
Cette page présente le prénom Eleanor ainsi que ses variantes.
Eleanor est un prénom féminin anglais, issu d'une adaptation en vieux français de l'ancien prénom occitan Aliénor.
Il est équivalent au prénom français Éléonore.

## Origine
L'origine du nom n'est pas très claire ; l'hypothèse la plus populaire est qu'il dérive d'Aliénor d'Aquitaine (1122-1204). Elle était la fille d'Aénor de Châtellerault, et il a été suggéré qu'ayant été baptisée Aénor comme sa mère, elle a été appelée alia Aénor, c'est-à-dire « l'autre Aénor », pendant son enfance. Toutefois, il existe des exemples de porteurs antérieurs à Aliénor d'Aquitaine. Il n'est pas clair s'il s'agissait en fait d'Aénor qui ont été enregistrées rétroactivement comme portant le nom d'Aliénor, ou s'il existe une autre explication pour l'origine du nom.

## Popularité
Ce prénom était populaire aux États-Unis dans les années 1910 et 1920, culminant au rang 25 en 1920. Il est passé sous la barre des 600 dans les années 1970, avant de remonter au rang 32 dans les années 2010.
En 2019, Eleanor fut le 52e prénom féminin le plus populaire donné aux bébés au Royaume-Uni,.

## Personnalités portant ce prénom

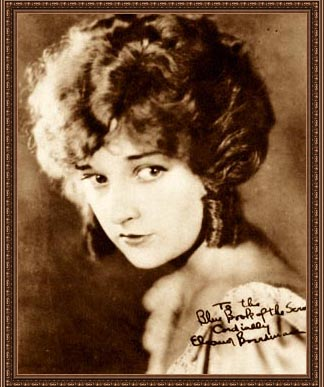
Photo publicitaire d'Eleanor Boardman tirée de The Blue Book of the Screen de Ruth Wing.

- Lady Eleanor Brandon (1519 – 27 septembre 1547), comtesse britannique
- Elleanor Eldridge (v.1784-c.1845), entrepreneuse afro-américaine et amérindienne
- Eleanor Anne Porden (1795-1825), poète anglaise
- Eleanor Macomber (1801-1840), missionnaire, enseignante
- Ellinor Aiki (1893-1969), peintre estonienne
- Eleanor Audley (1905-1991), actrice américaine
- Eleanor Boardman (1898-1991), actrice américaine
- Elinor Glyn (1864-1943), romancière britannique
- Eleanor Gwynn (connue sous le nom de « Nell ») (1650-1687), actrice de la Restauration et maîtresse de Charles II d'Angleterre
- Eleanor Maria Easterbrook Ames (1831-1908), écrivain et éditrice américaine
- Eleanor Marx (1855-1898), écrivain britannique et fille de Karl Marx
- Eleanor H. Porter (1868-1920), romancière américaine
- Eleanor Rathbone (1872-1946), femme politique britannique
- Eleanor Farjeon (1881-1965), écrivain britannique
- Eleanor Roosevelt (1884-1962), Première dame des États-Unis, épouse du président Franklin Delano Roosevelt
- Eleanor Soltau (1877-1962), médecin anglais
- Elinor Wylie (1885-1928), écrivain américain
- Eleanor Butler Roosevelt (1888-1960), philanthrope américaine
- Eleanor Wilson McAdoo (1889-1967), écrivain américain et fille cadette du président américain Woodrow Wilson
- Eleanor Lansing Dulles (1895-1996), économiste et diplomate américaine
- Eleanor Agnes Lee (1841-1873), , poète et fille de Robert E. Lee
- Elinor Fair (1903-1957), actrice américaine
- Eleanor Campbell King (1906-1991), danseuse moderne et chorégraphe américaine
- Eleanor Hibbert (1906-1993), romancière britannique
- Elinor Smith (1911-2010), aviatrice américaine
- Eleanor Powell (1912-1982), danseuse de claquettes et actrice américaine
- Eleanor Ruggles (1916-2008), biographe américaine
- Eleanor Roosevelt II (1919-2013), nièce de la première dame des États-Unis, Eleanor Roosevelt
- Eleanor Leacock (1922-1987), anthropologue et théoricienne sociale féministe américaine
- Eleanor Parker (1922-2013), actrice américaine
- Eleanor Roosevelt Seagraves (née en 1927), bibliothécaire, éducatrice, historienne et éditrice américaine
- Eleanor Francis Helin (1932-2009), astronome américaine
- Elinor Ostrom (1933-2012), politologue américaine et lauréate du prix Nobel d'économie
- Elinor Donahue (née en 1937), actrice américaine
- Eleanor Duckworth (née en 1935), psychologue et éducatrice canadienne
- Eleanor Holmes Norton (née en 1937), femme politique américaine
- Eleanor Bron (née en 1938), actrice et auteur britannique
- Eleanor Montgomery (1946-2013), sauteuse en hauteur américaine
- Eleanor Bodel (née en 1948), chanteuse suédoise
- Eleanor Lerman (née en 1952),  romancière et poétesse new-yorkaise
- Eleanor Warwick King (née en 1957), juge britannique de la Cour d'appel
- Eleanor Smith (née en 1957), femme politique britannique
- Eleanor Laing (née en 1958), femme politique britannique
- Eleanor McEvoy (née en 1967), musicienne irlandaise, auteur-compositeur-interprète
- Elinor Middlemiss (née en 1967), joueuse de badminton écossaise
- Eleanor Friedberger (née en 1976), musicienne américaine
- Eleonora Dziekiewicz (née en 1978), joueuse de volley-ball polonaise
- Ellie Reeves (née en 1980), femme politique britannique
- Eleanor James (née en 1986), actrice anglaise
- Eleanor Glynn  (née en 1986), mannequin britannique, Miss Oxfordshire 2006 et  Miss Angleterre 2006
- Elinor Joseph (née en 1991), soldat israélien
- Eleanor Tomlinson (née en 1992), actrice anglaise
- Eleanor Lee (née en 1999), actrice, chanteuse et mannequin singapourienne
- Eleanor Worthington Cox (née en 2001), actrice anglaise

- Pour l'ensemble des articles sur les personnes portant ce prénom, consulter :
  - la liste des articles dont le titre commence par ce prénom
  - les listes produites par Wikidata : Liste des personnes de prénom « Eleanor » — même liste en incluant les éventuels prénoms composés qui contiennent « Eleanor ».

## Personnages de fiction portant ce prénom
- Ellie Bartowski, personnage de fiction de la série télévisée américaine Chuck interprété par Sarah Lancaster
- Eleanor Bishop, personnage fictif de la série américaine NCIS : Enquêtes spéciales interprété par Emily Wickersham
- Eleanor Bonneville, personnage fictif du film Jigsaw (ou Décadence : L'Héritage au Québec)
- Eleanor Shellstrop, personnage fictif de la série américaine The Good Place, interprété par Kristen Bell.